# El Negocito Records
El Negocito Records ist ein belgisches Musiklabel mit Sitz in Gent.
El Negocito Records wurde 2009 in Gent gegründet und ist ein Nebenprojekt des gleichnamigen Clubs. Als Kollektiv veröffentlichte das Musiklabel Aufnahmen von Bart Maris, Giovanni Barcella/Charles Gayle, Kris Wanders, Jeroen Van Herzeele, Erik Vermeulen, Manolo Cabras, Seppe Gebruers, Ruben Machtelinckx, Heleen Haegenborg, Paul Van Gysegem, Peter Jacquemyn und dokumentiert damit einen Teil der belgischen Improvisations- und Jazzszene. Auf dem Label erschien auch Musik internationaler Künstler wie Hugo Antunes, Giovanni di Domenico und Hilmar Jensson.